# Lukachukai (Arizona)
Lukachukai es un lugar designado por el censo ubicado en el condado de Apache en el estado estadounidense de Arizona. En el Censo de 2010 tenía una población de 1701 habitantes y una densidad poblacional de 48,04 personas por km².

## Geografía
Lukachukai se encuentra ubicado en las coordenadas 36°25′1″N 109°13′43″O / 36.41694, -109.22861. Según la Oficina del Censo de los Estados Unidos, Lukachukai tiene una superficie total de 56.98 km², de la cual 56.98 km² corresponden a tierra firme y no hay superficie cubierta de agua.

## Demografía
Según el censo de 2010, había 1701 personas residiendo en Lukachukai. La densidad de población era de 48,04 hab./km². De los 1701 habitantes, Lukachukai estaba compuesto por el 0.41% blancos, el 0% eran afroamericanos, el 98.77% eran amerindios, el 0% eran asiáticos, el 0% eran isleños del Pacífico, el 0% eran de otras razas y el 0.82% pertenecían a dos o más razas. Del total de la población el 1.88% eran hispanos o latinos de cualquier raza.